# Expo Tel Aviv
Expo Tel Aviv (též Tel Aviv Convention Center; dříve hebrejsky Israel Trade Fairs and Convention Center - מרכז הירידים והקונגרסים בישראל‎, Merkaz ha-jeridim ve-ha-kongresim be-Jisra'el, doslova Izraelské veletržní a kongresové centrum, též Ganej ha-ta'arucha, גני התערוכה‎, Park výstaviště) je areál výstaviště ve městě Tel Aviv v Izraeli.

## Geografie
Leží na severním okraji Tel Avivu, na severním břehu řeky Jarkon a s ní souvisejícího zeleného pásu (park Jarkon), v nadmořské výšce cca 10 metrů. Severně odtud leží areál Telavivské univerzity. Komplex výstaviště je na jihu napojen na třídu Sderot Rokach. Severozápadně odtud prochází Ajalonská dálnice (dálnice číslo 20). Podél ní vede i železniční trať, na níž tu je železniční stanice Telavivská univerzita. Na severovýchod od výstaviště se rozkládají obytné čtvrti Hadar Josef a Ma'oz Aviv. Na východě pak Národní sportovní centrum Tel Aviv.

## Popis areálu
Výstaviště v Tel Avivu bylo otevřeno roku 1932 pro tehdy probíhající veletrh Jarid ha-mizrach. V roce 1938 tu začala výstavba trvalých staveb se symbolem létajícího velblouda. Tehdejší výstavní areál se ale rozkládal o něco dál po proudu Jarkonu, na jeho jižním břehu. V roce 1959 bylo výstaviště přemístěno do nynější lokality. Provozuje ho podnik The Israel Trade Fairs & Convention Center Ltd., který je ve vlastnictví města Tel Aviv. Předsedou správní rady je Cvi Jemini a ředitelem Amir Tamari. Podnik zaměstnává 50 lidí a ročně uspořádá 45-60 výstavních akcí. Dopravní obslužnost umožňuje napojení na silniční i železniční síť. K dispozici je 12 000 parkovacích míst. Celková plocha výstaviště dosahuje 300 dunamů (30 hektarů). Výstavní prostory mají plochu cca 15 000 čtverečních metrů. Stojí tu devět pavilonů. Další výstavní plochy jsou vně jednotlivých budov. Probíhají tu i kulturní a společenské akce.

## Fotogalerie

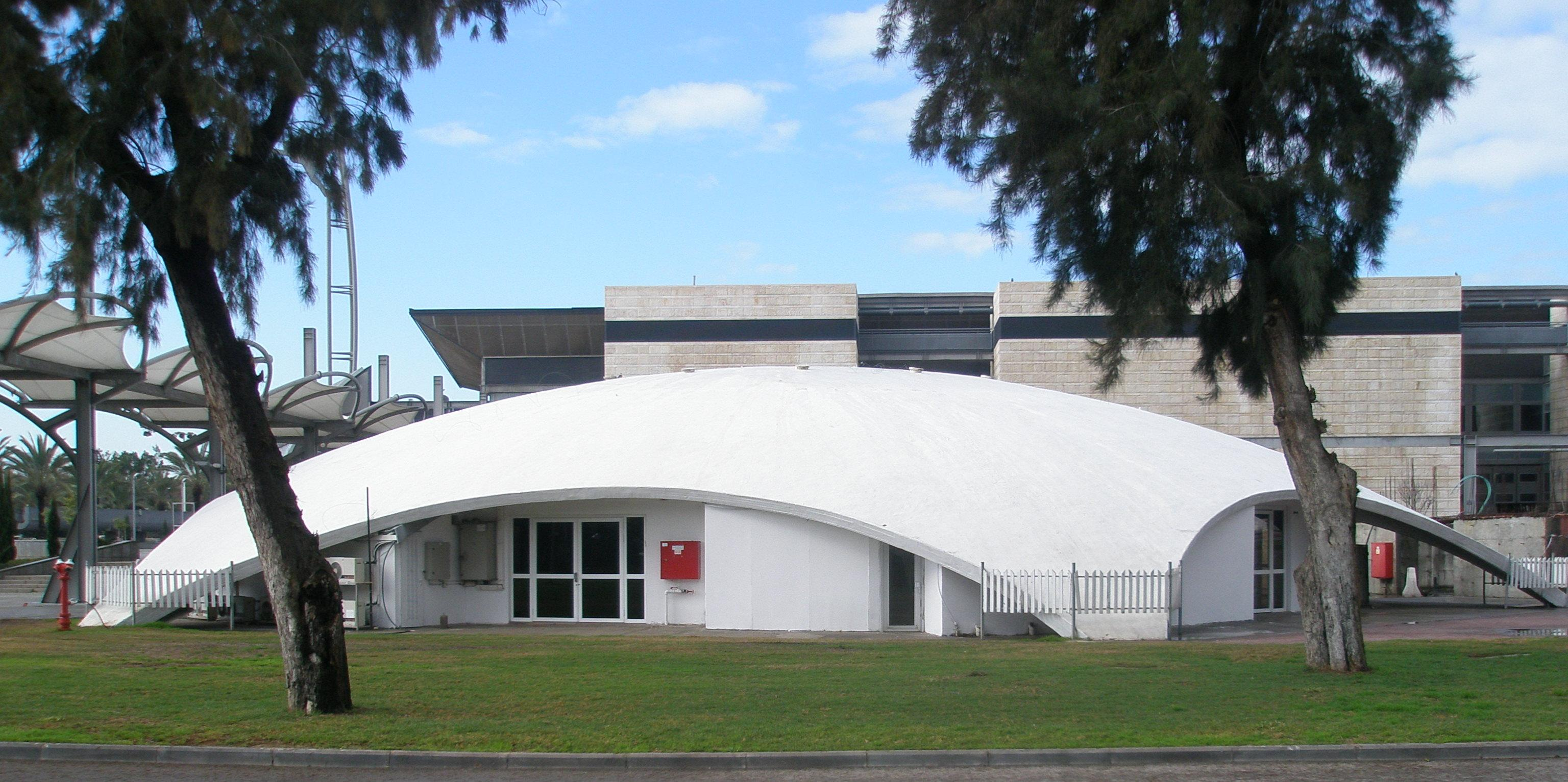
"Tel Aviv Pavilion", který byl postaven v roce 1959 a zničen v roce 2010
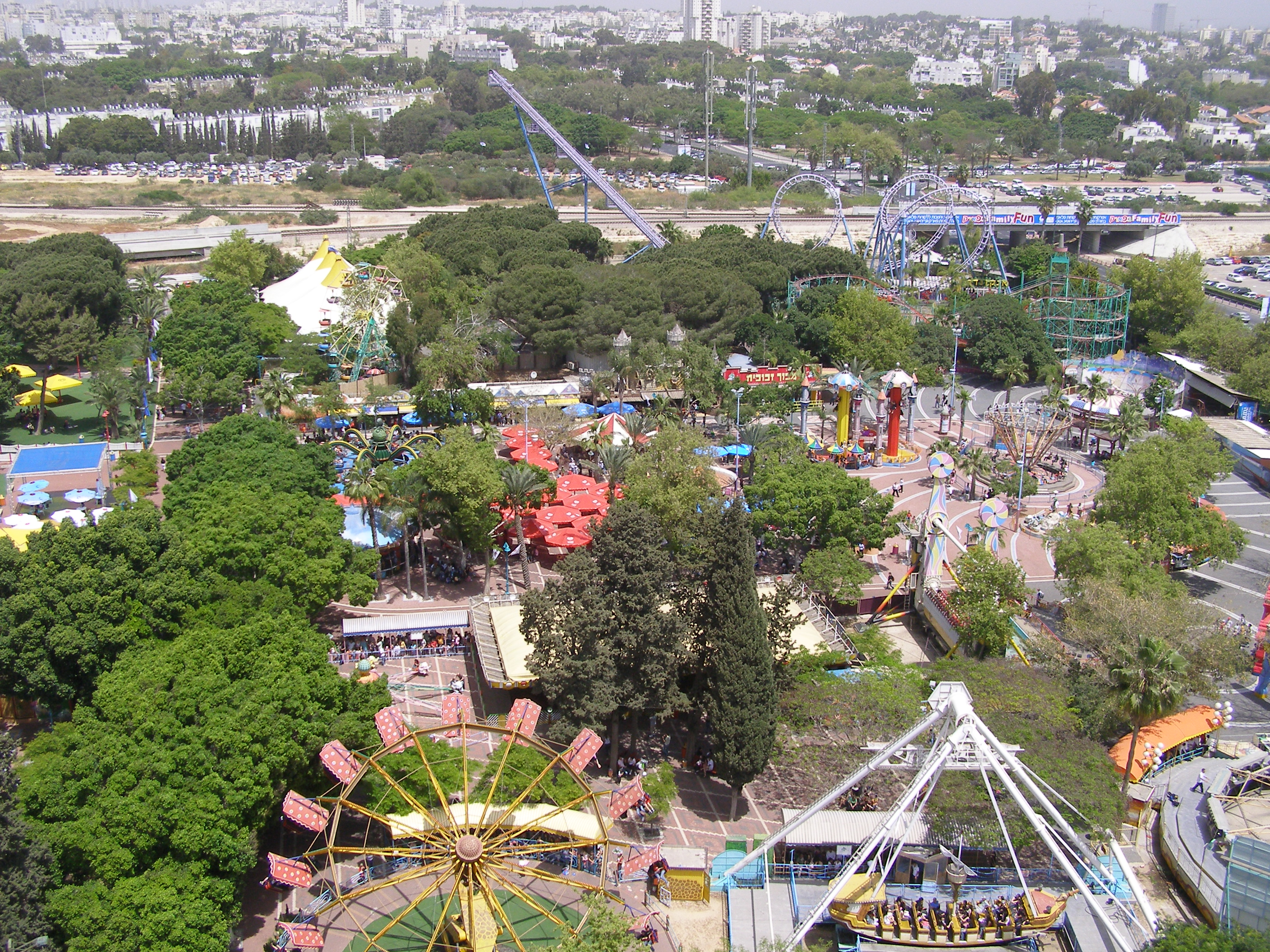
Luna Park Tel Aviv - Zábavní park
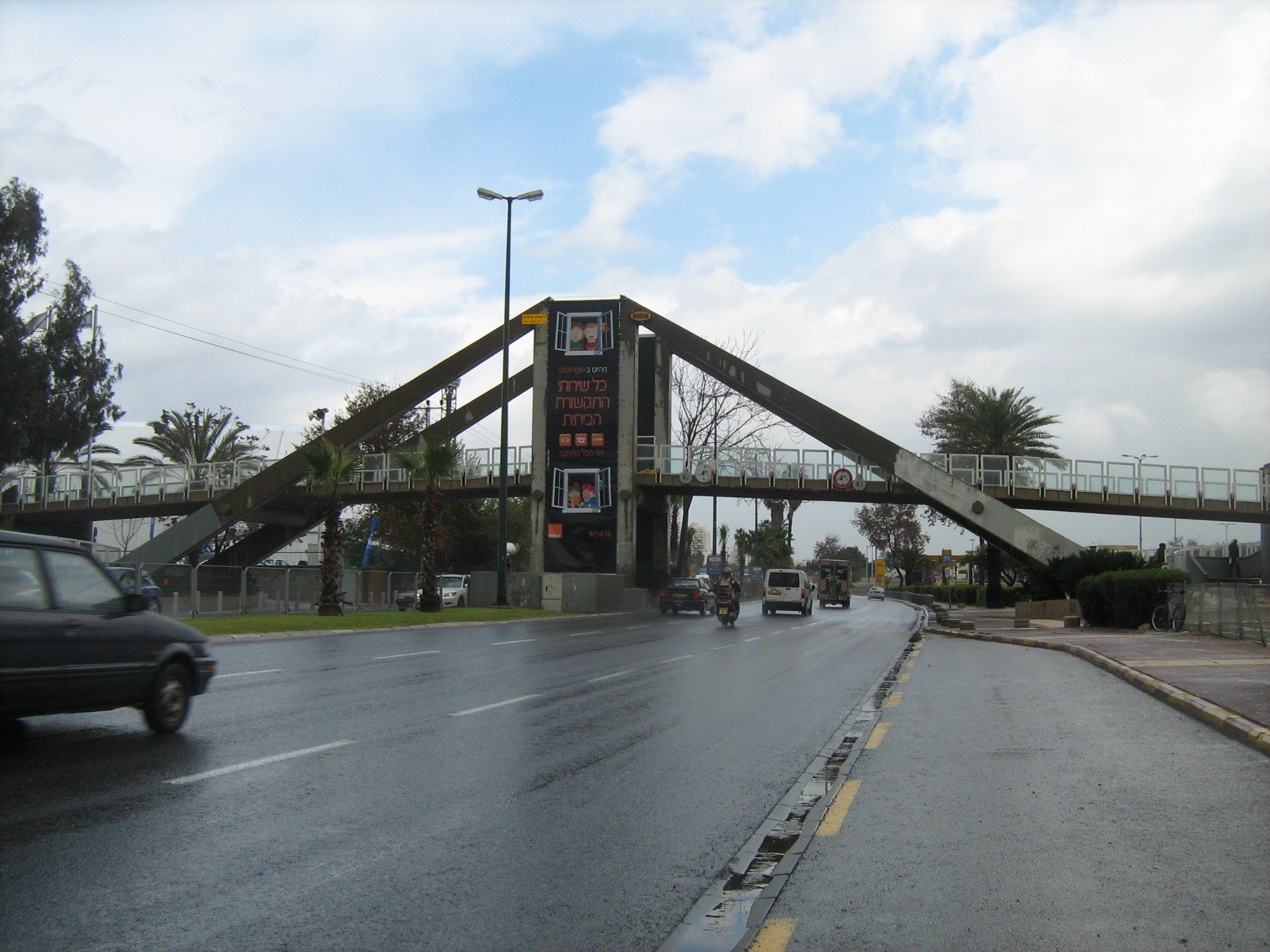
Lávka pro pěší přes třídu Sderot Rokach u areálu výstaviště